# Épila
Épila là một đô thị ở tỉnh Zaragoza, Aragon, Tây Ban Nha. Đô thị này có dân số năm 2005 ước khoảng 4.100 người. Épila nằm ở độ cao 336 m trên mực nước biển, cách tỉnh lỵ 43 km. Diện tích là 194,32 km², mật độ dân số 21,88 người/km²
John I của Castile sinh ra ở Épila.